# Isolde Monson-Baumgart
Isolde Monson-Baumgart (* 3. Dezember 1935 in München; † 3. November 2011 in Kassel) war eine deutsche Grafikerin, Bildhauerin und Hochschullehrerin.

## Leben
Sie studierte zunächst an der Staatlichen Hochschule für bildende Künste Berlin in Berlin und danach in Kassel bei Hans Leistikow und Hans Georg Hillmann. Ihr besonderes Interesse galt der grafischen Kunst. Von Kassel aus fuhr sie auf Anregungen ihres Studienfreundes Roger Platiel (1934–1978) nach Paris, um von 1959 bis 1963 im berühmten Atelier 17 von Stanley William Hayter ihre graphischen Fähigkeiten weiterzuentwickeln. Ab 1961 arbeitete sie als seine Assistentin. Nach dem Studium arbeitete sie als freie Künstlerin und Werbegrafikerin in Frankfurt am Main und Paris, immer wieder begleitet von längeren Arbeitsaufenthalten in den USA. Ab 1960 wurde ihre Arbeit zunehmend international bekannt, bedingt durch zahlreiche Einzel- und Gruppenausstellungen, Veröffentlichungen in Katalogen und Zeitschriften und die Aufnahme in staatliche Sammlungen.
1965 bis 1966/67 bekam sie einen Lehrauftrag für Druckgrafik am American Center (Paris) in Paris, später unterrichtete sie auch an der Universität von Connecticut, in der Merzakademie in Stuttgart und an der Universität Kassel.
Bekannt wurde sie vor allem durch Plakate für Kinofilme. Bereits als Studentin entwarf sie für Neue Filmkunst, später für Atlas Film. Sie gestaltete für die Münchner Messe und die Zweihundertjahrfeier der Französischen Revolution. Für die Deutsche Bundespost entwarf sie von 1973 bis 1998 einige Briefmarkenserien. Zudem fertigte sie abstrakte Radierungen, Collagen und seit Beginn der 90er Jahre auch Skulpturen, die farblich gestaltet wurden.
Seit 1973 war sie mit dem amerikanischen Graphiker Jim Monson verheiratet. 1976 nahm sie die AGI als Mitglied auf. 2007/08 zeigten das Filmmuseum Düsseldorf und das Deutsche Filmmuseum ihre Arbeiten als Teil der Ausstellung Film Kunst Grafik.
Ihre Werke befinden sich heute in den Beständen wichtiger Institutionen in Berlin, Frankfurt am Main, Kassel, Minneapolis, München, Oslo, Skopje, Stuttgart, Wiesbaden und Privatsammlungen wie der BNP Paribas in Paris.

## Ausstellungen und Ausstellungsbeteilungen
- 1960 Salon des Réalités Nouvelles und Galerie „Le Soleil Dans La Tete“ Paris, „Northwest Printmakers“ Seattle Art Museum
- 1961 Einzelausstellung Galerie Wendelin Niedlich, Stuttgart
- 1962 Salon de Mai Paris, Galerie Olaf Hudtwalcker Frankfurt, Galerie Erling Haghfelt Kopenhagen, Galerie Einaudi Rom, Nationalmuseum Oslo Norwegen
- 1963 Druckgrafik-Biennale, Ljubljana, Museum Bologna
- 1964 Gulbentrian Foundation Lissabon
- 1965 Neue Sammlung München, Kunstlerforbundet Oslo
- 1966 Galerie Barandiaran San Sebastian, Azuma Galerie, Kyoto, 1. Biennale für Druckgrafik Krakau
- 1967 Museum von Charleroi, Museum of Modern Art Universität von São Paulo, Galerie Mudo, Tokio Japan, 1. Druckgraphik-Biennale von Paris, Calcografia Rom, Nationalmuseum von Istanbul, Hessisches Landesmuseum Darmstadt
- 1969 1. Biennale von Bradford, England
- 1970 Biennale der Plakate Warschau, 2. Biennale Bradford, Museum Haifa, Carrhouse Gallery Providence USA, Museo del Grabado, Buenos Aires
- 1971 1. Druckgraphik Biennale von Epinal, Aalto Museum Reykjavík
- 1972 Biennale der Plakate Warschau, Galeria d'Arte Pesaro, Aegis Graphik Kabinett Ulm
- 1973 Biennale in Cannes, Newcastle City Gallery
- 1974 Oshkosh Museum, Wisconsin, USA
- 1975 Galerie Daberkow Frankfurt, „25 Jahre Filmplakate in Deutschland“ Kunstbibliothek Berlin
- 1976 Galerie Eiko Paris
- 1977 Carleton College Minnesota
- 1978 College of the Holy Cross Worcester (Massachusetts), Art Institute von Minneapolis
- 1979 3. Biennale in Lahti, Finnland, Galerie Daberkow, Frankfurt, Brooklyn Museum New York, Galerie Vogel Consalvo, Boston, „Plakate der Kasseler Schule“ Kunstverein Frankfurt
- 1982 Galerie Lometsch, Kassel, Atriva Gallery Universität von Connecticut
- 1987 Salon de Mai Paris
- 1989 Bicentaire de la Revolution Centre George Pompidou Paris

## Auszeichnungen
- 1968 1. Preis beim Plakatwettbewerb der 'Kieler Woche'
- 1976 Aufnahme in die Alliance Graphique International